# Aegas
Aegas (auch Aega, Ega oder Egua, * unbekannt; † 641 in Clichy) war ein fränkischer Hausmeier in Neustrien.
Über ihn ist auf Grund der schlechten Überlieferungslage in den Quellen des 7. Jahrhunderts nur sehr wenig bekannt. Erstmals tritt er 639 in Erscheinung, als er von Nanthild, der Witwe von Dagobert I., nach dessen Tod zum merowingischen Hausmeier von Neustrien (Nachfolger Gundolands) und Burgund ernannt wird. Somit konnte er kurzzeitig zwei der klassischen drei Hausmeierämter in sich vereinigen. Aegas starb 641 in Clichy. Sein Nachfolger in Neustrien wurde Erchinoald, während er in Burgund von Flaochad beerbt wurde.